# Gruppennorm
Dieser Artikel wurde auf der Qualitätssicherungsseite des Portals Soziologie eingetragen. Dies geschieht, um die Qualität der Artikel aus dem Themengebiet Soziologie auf ein akzeptables Niveau zu bringen. Hilf mit, die inhaltlichen Mängel dieses Artikels zu beseitigen, und beteilige dich an der Diskussion. (Artikel eintragen)
Eine Gruppennorm ist eine soziale Norm oder eine Mehrzahl solcher Normen. Elemente der Norm können quantifizierbar sein (Arbeitspensum) (meist sind sie es nicht); sie können explizit ausgesprochen sein oder stillschweigend gelten („ungeschriebenes Gesetz“).
Eine Gruppennorm kann die Konformität (Übereinstimmung) einer Person mit den Normen einer Gruppe fördern.
Konformität kann im inneren Bedürfnis nach Integration durch Assimilation wurzeln, oder in Konformitätsdruck der Bezugsgruppe.
Gruppen können zum Beispiel sein: Arbeitsgruppe, Team, Ausschuss bzw. Qualitätszirkel; Verein, Freundschaftsgruppe, Clique.
Gruppennormen können die Kommunikation in der Organisation beeinflussen.
Gruppennormen sind Gegenstand und Forschungsgegenstand von Soziologie und Psychologie (insbesondere der Sozialpsychologie).